# Tricholoma ustale
Tricholome brûlé
Espèce
Synonymes
- Agaricus fulvellus Fr.[1]
- Agaricus ustalis Fr.[1]
- Gyrophila striata var. ustalis (Fr.) Quél.[1]
- Gyrophila ustalis (Fr.) Quél.[1]
- Tricholoma fulvellum Gillet[1]
- Tricholoma striatum var. ustale [1]
- Tricholoma ustale (Fr.) Quel.[1]
- Tricholoma ustale var. rufoaurantiacum Bon[1]

Tricholoma ustale, le Tricholome brûlé,, est une espèce de champignons agaricomycètes de la famille des Tricholomataceae. Ce Tricholome brun toxique au goût et à l'odeur faibles pousse en association avec les feuillus sur l'écozone holarctique, principalement avec le Hêtre en Europe.

## Description
Ce Tricholome produit un sporophore au chapeau visqueux brun ocre rousissant mesurant de 3 à 10 cm de diamètre. Ses lames échancrées sont blanches puis tachées de roux en vieillissant. Le pied blanc crème à roussâtre mesure de 6 à 12 cm de long pour 1 à 2 cm d'épais. Sa chair blanche présente un goût légèrement amère et une odeur faible.

Tricholoma ustale, le Tricholome brûlé
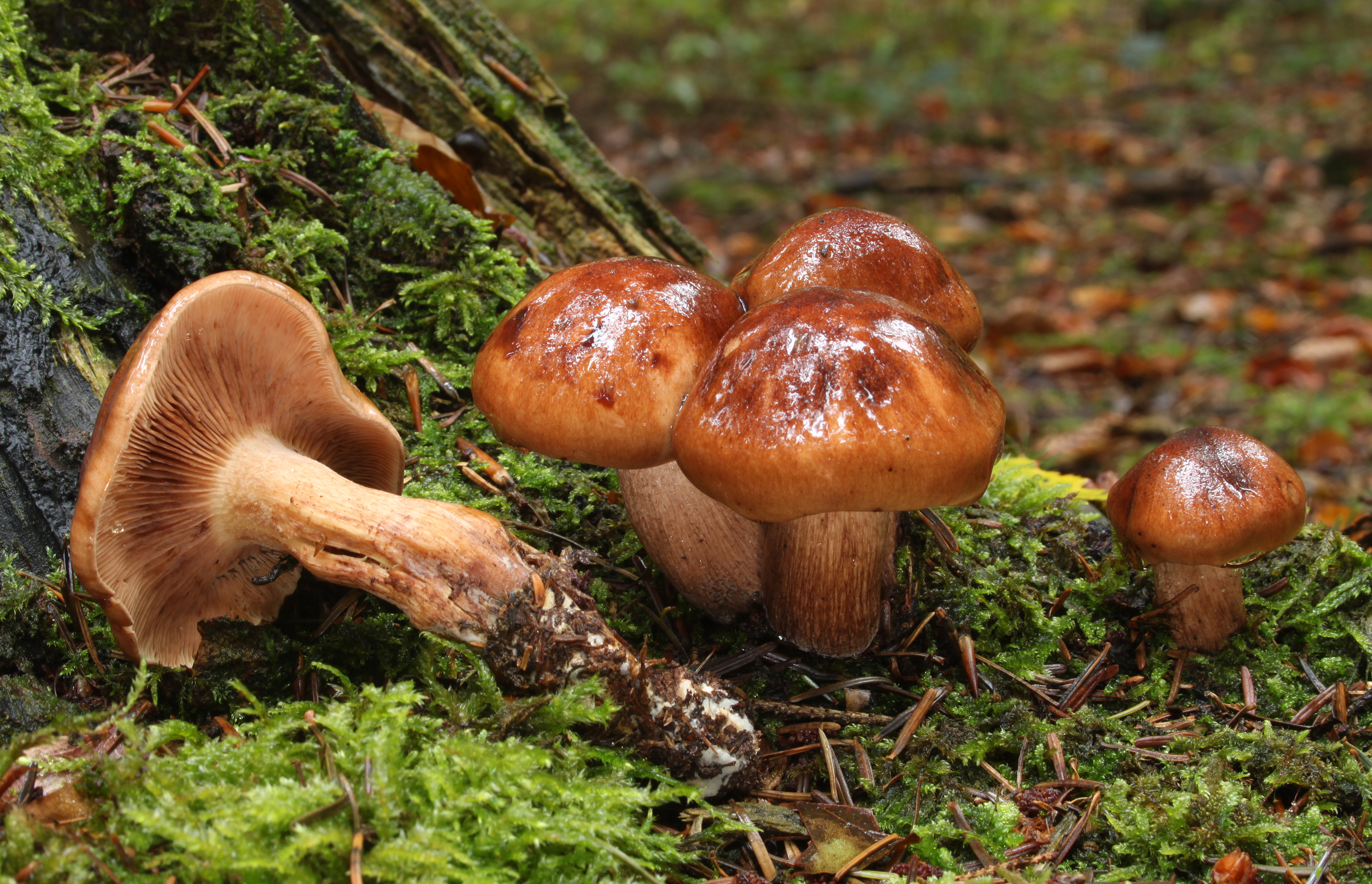
Ulm, Allemagne
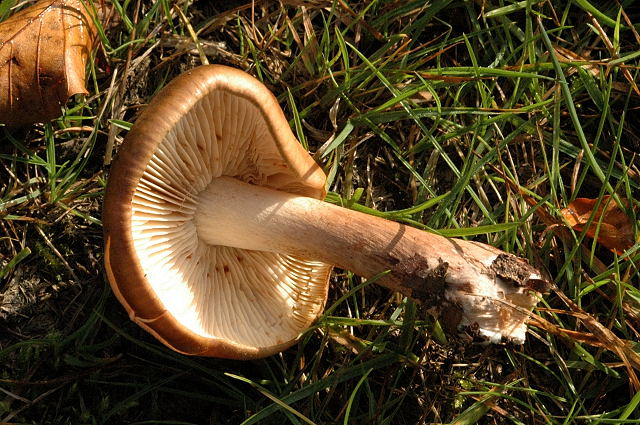
Belgique
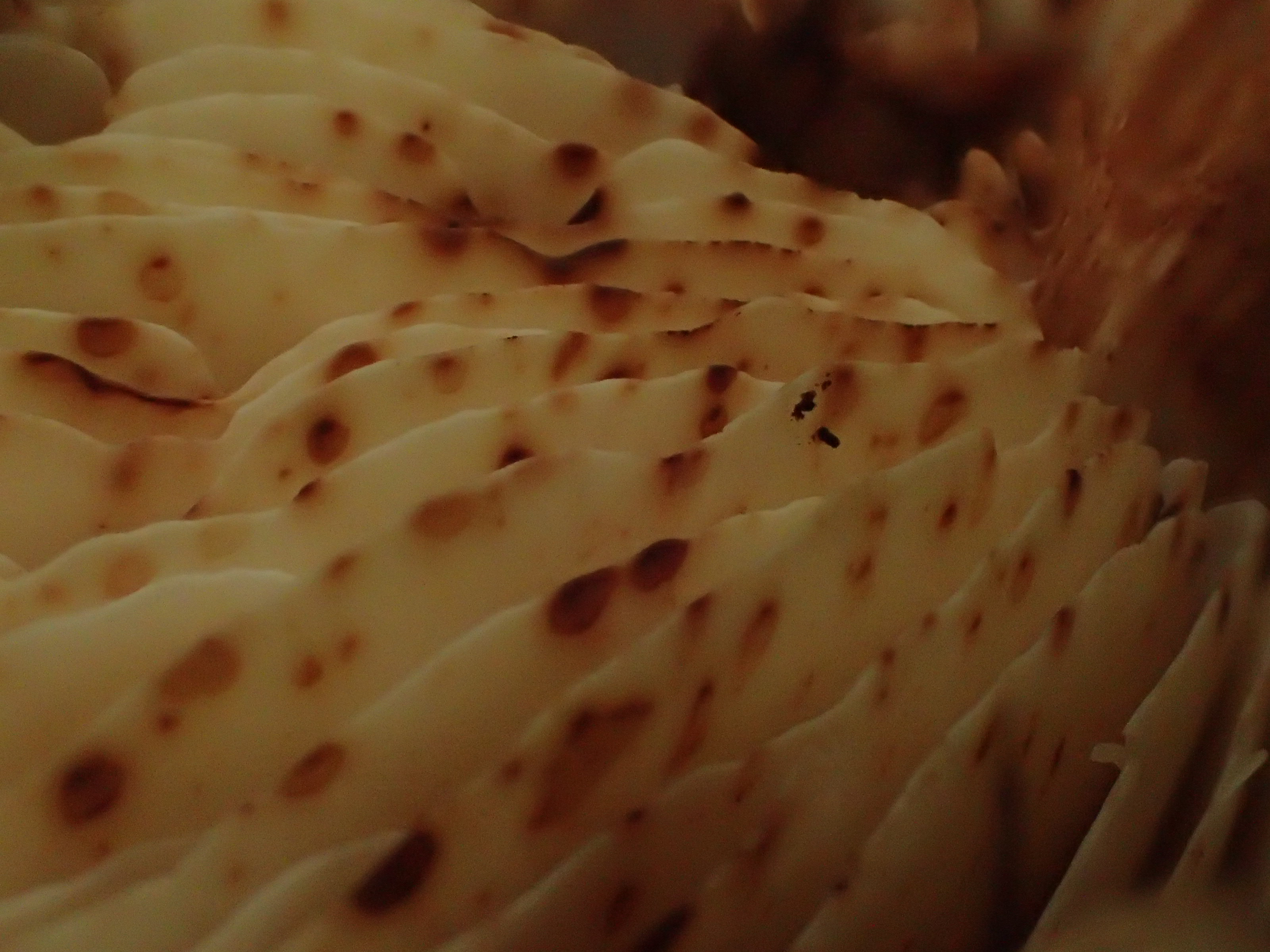
Lames tachées de brun (Haute-Loire, France)

## Confusion possible
Parmi les Tricholomes au chapeau visqueux et brun poussant les sous feuillus, T. ustale se différencie par la douceur du goût de la surface de son chapeau, sa faible odeur et son association avec le Hêtre. Tricholoma ustaloïdes est plus divers quant à ses espèces de feuillus associées et le dessus de son chapeau est très amère et dégage une odeur franche de concombre. Quant à Tricholoma quercetorum, il pousse sous les Chênes et produit une odeur farineuse tandis que la base de son pied est jaunissante. Enfin, Tricholoma populinum pousse sous les Peupliers et sent et goûte la farine.

## Écologie et répartition
Le Tricholome brûlé pousse en association ectomycorhizienne principalement avec le Hêtre, plus rarement d'autres feuillus. 
Il s'agit d'une espèce présente sur l'ensemble de l'écozone holarctique, c'est-à-dire en Amérique du Nord, en Europe dont ses pays francophones et en Asie, des monts Oural au Japon. Elle est également référencée en Afrique du Sud et en Nouvelle-Zélande.

## Toxicité
Tricholoma ustale est une des trois espèces de champignons responsables d'empoisonnements au Japon, les deux autres étant Omphalotus japonicus et Entoloma rhodopolium. L’analyse chimique révèle le principe actif, l’acide ustalique (en) dont une dose de 100 mg est létale pour une souris.